# Elio Ghirlanda
Elio Ghirlanda (* 30. Oktober  1924 in Lugano; † 24. Mai 2015 ebenda, heimatberechtigt in Sonvico) war ein Schweizer Sekundarlehrer und Sprachwissenschaftler.

## Leben
Elio Ghirlanda absolvierte seine obligatorische Ausbildung und schloss das Gymnasium-Lyceum in Lugano ab, wo er 1943 den Maraini-Preis gewann. Danach studierte er Literatur an der Universität Zürich und promovierte zum Doktor Phil I. Später war er in Lugano Forscher am Vocabolario dei dialetti della Svizzera italiana und einer der Herausgeber zusammen mit Silvio Sganzini des Wortschatzes der Dialekte der italienischen Schweiz und nahm an verschiedenen internationalen Konferenzen zu diesem Thema teil. 
Er war überdies viele Jahre Dozent des italienischen Literatur am Lyceum von Lugano und auch im Bildungsbereich im Kanton Tessin tätig;  zwischen 1968 und 1973 war er Direktor des kantonalen Ufficio dell’Insegnamento Medio Superiore.

## Schriften
- Publikationen von und über Elio Ghirlanda im Katalog Helveticat der Schweizerischen Nationalbibliothek